# Lobogeniates flavolineatus
Lobogeniates flavolineatus är en skalbaggsart som beskrevs av Ohaus 1917. Lobogeniates flavolineatus ingår i släktet Lobogeniates och familjen Rutelidae. Inga underarter finns listade i Catalogue of Life.